# Alois Negrelli von Moldelbe

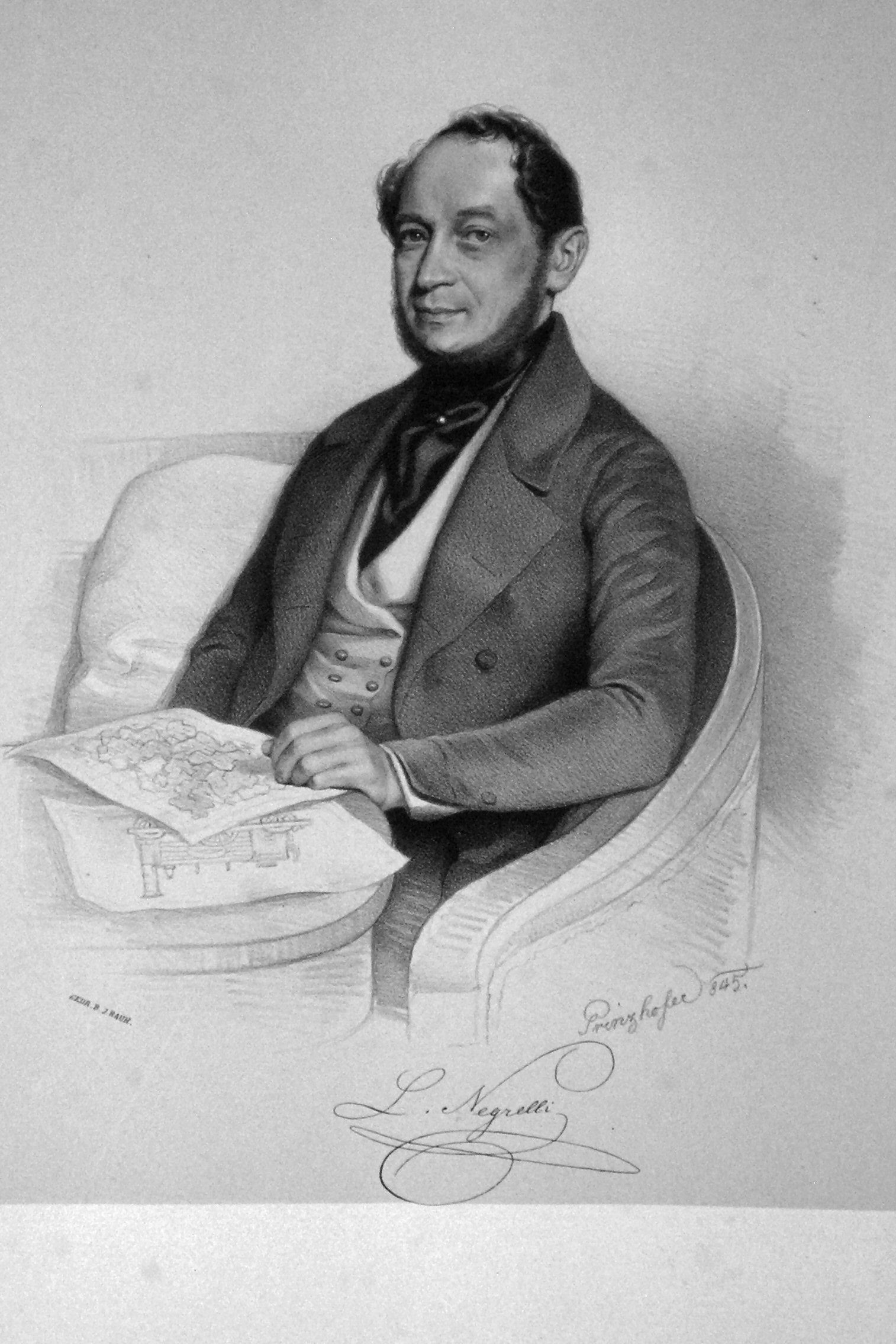
Alois Negrelli, Lithographie von August Prinzhofer, 1845

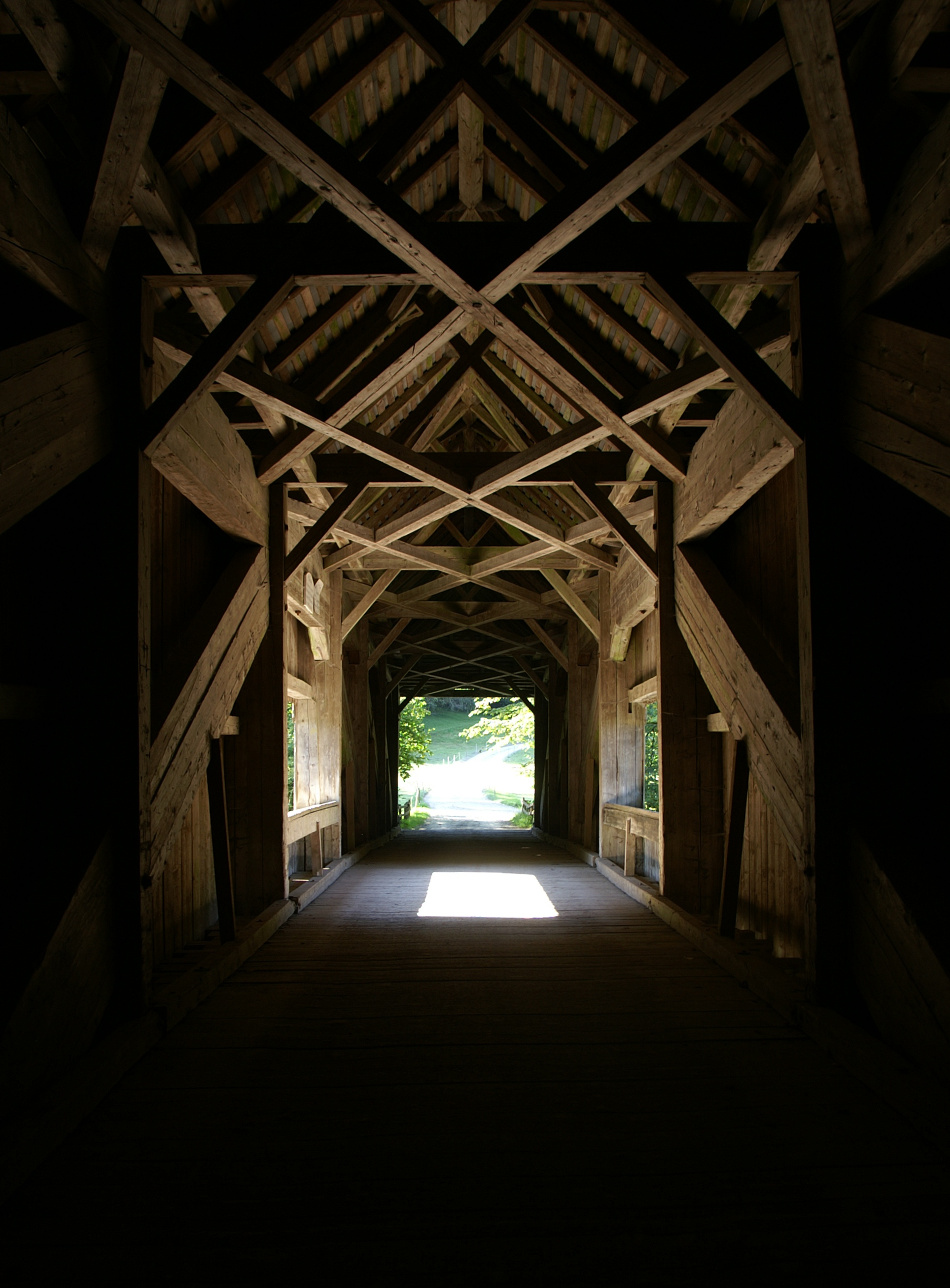
Gschwendtobel-Brücke in Lingenau, errichtet 1830

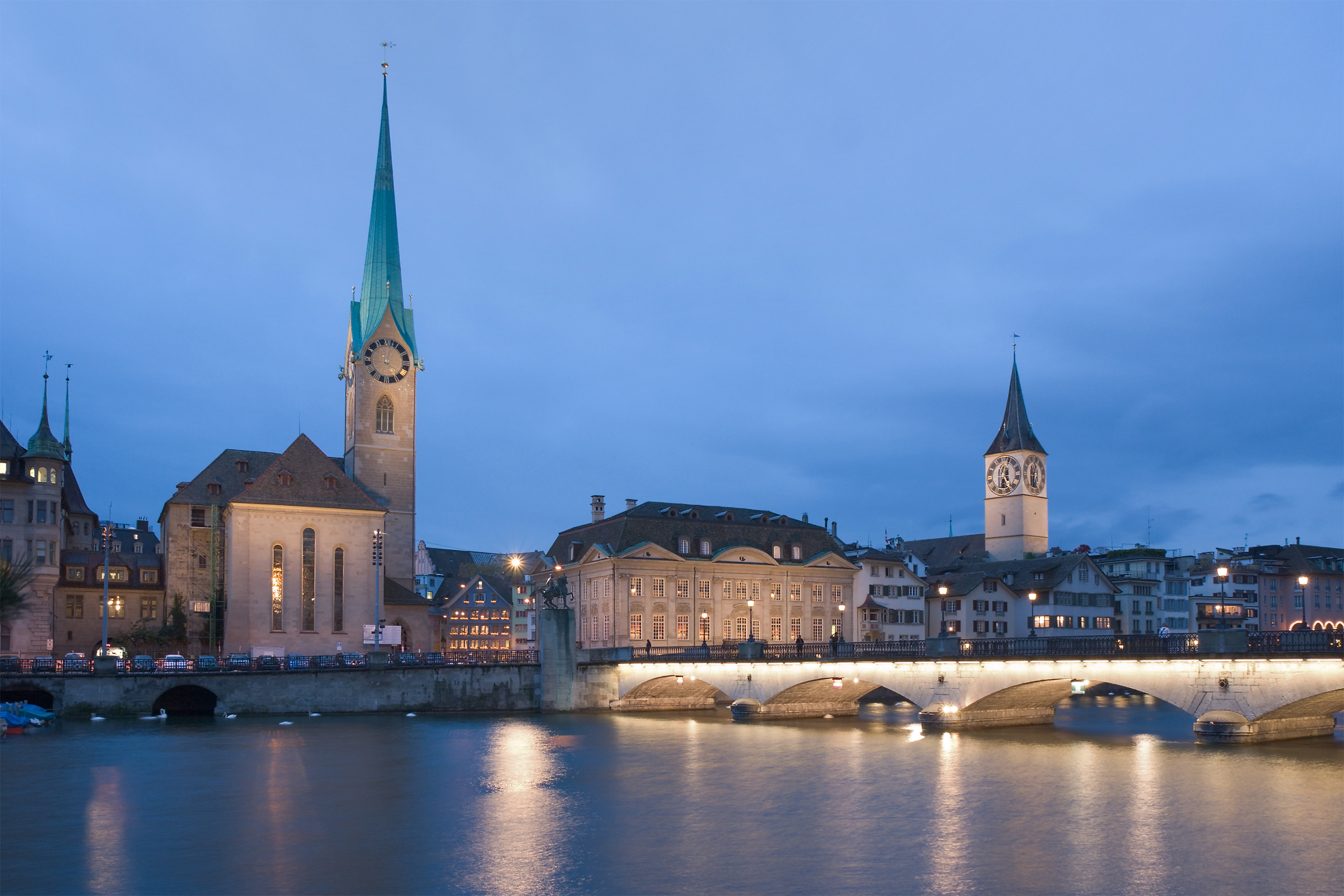
Die Münsterbrücke in Zürich, errichtet 1836–1838

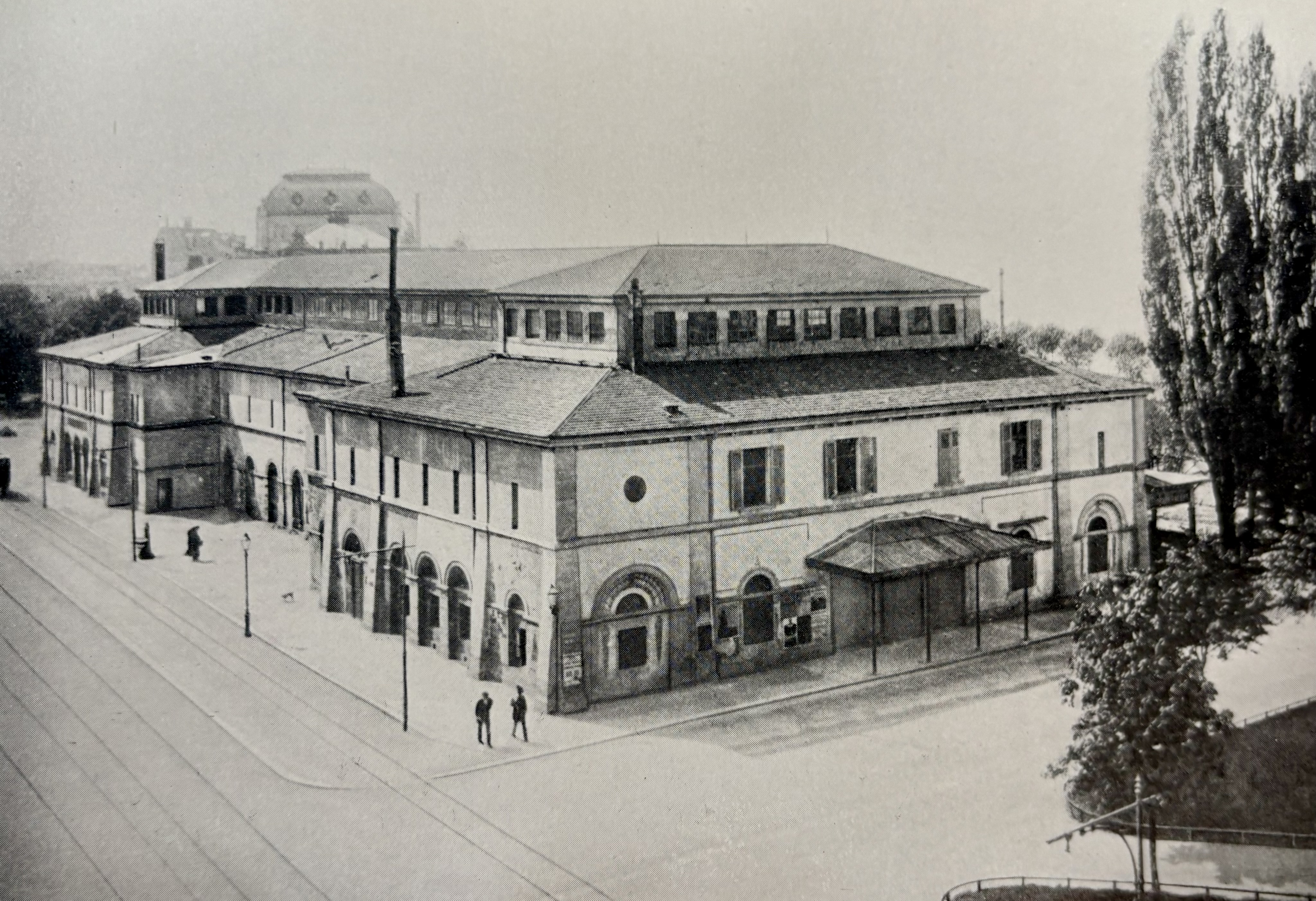
Kornhaus beim Bellevueplatz in Zürich, errichtet 1838–1839, später zur Tonhalle umgebaut, 1896 abgerissen

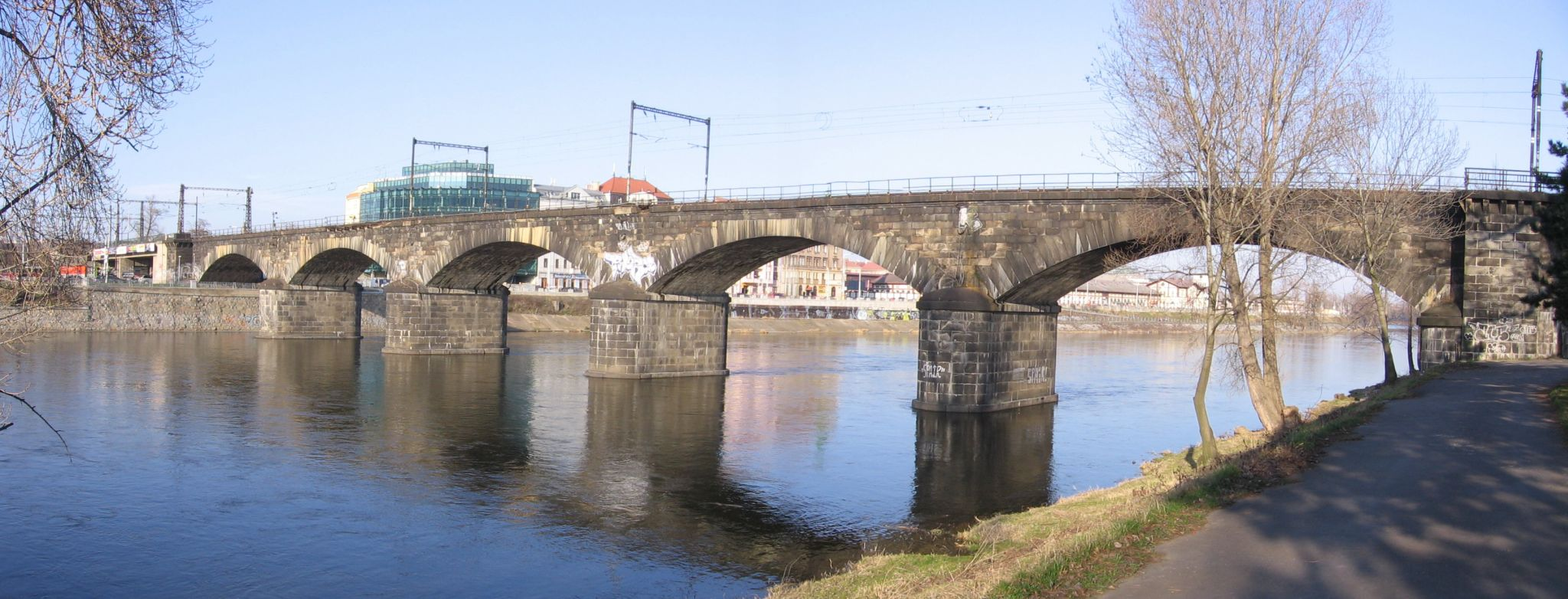
Negrelliho viadukt – Negrellibrücke in Prag

Alois Negrelli (auch: Louis Negrelli), seit 1850 Ritter Negrelli von Moldelbe (* 23. Jänner 1799 als Luigi Negrelli in Markt Primör (italienisch Fiera di Primiero) bei Trient, Tirol, Kaisertum Österreich; † 1. Oktober 1858 in Wien) war ein österreichischer Ingenieur des Verkehrsbaus. Negrelli baute Straßen, Brücken und Eisenbahnstrecken sowie einige wenige Kirchen in Österreich, Italien, Böhmen und der Schweiz, in der Schweiz war er Projektleiter für die erste Schweizer Eisenbahn, die Spanisch-Brötli-Bahn von Zürich nach Baden im Aargau.

## Leben
Alois Negrelli wuchs als siebtes von zehn Kindern eines italienischsprachigen Vaters und einer deutschsprachigen Mutter in dem Dolomitendorf Fiera di Primiero (deutsch Primör) auf. Der Vater musste wegen seiner Beteiligung am Landsturm gegen Napoleon fünf Jahre ins Gefängnis und verlor dadurch sein Vermögen. Auch seine Schwester, Giuseppina Negrelli, war eine Kämpferin im Tiroler Freiheitskampf. Der Sohn konnte jedoch mit einem österreichischen Stipendium die Schule in Feltre und die Universitäten in Padua und Innsbruck besuchen.
Negrellis Berufstätigkeit führte ihn von Innsbruck über Bregenz, St. Gallen und Zürich nach Wien, wo er für zahlreiche Eisenbahnprojekte in Böhmen, Mähren, Galizien bis in die Bukowina zuständig war. Nach den Revolutionen von 1848/1849 wurde er nach Verona im Königreich Lombardo-Venetien entsandt. 1855 kehrte er nach Wien zurück.
Negrelli war seit 1828 verheiratet mit Amalie von Pirkenau, die 1840 überraschend starb, und in zweiter Ehe seit 1847 mit Caroline Weiss von Starkenfels. Er hatte vier Kinder aus der ersten und fünf Kinder aus der zweiten Ehe.

## Wirken
Ab 1819 war er als Ingenieur der Innsbrucker Baudirektion, deren Zuständigkeit damals vom Gardasee bis zum Bodensee reichte, mit Vermessungsarbeiten sowie Straßen- und Wasserbauprojekten befasst. 1826 wurde er Adjunkt des Bregenzer Kreisingenieurs. Zu seinen Aufgaben gehörten Bauten wie z. B. die hölzerne Gschwendtobel-Brücke sowie verschiedene Kanalisierungen. Auch einzelne Kirchen wurden während dieser Zeit nach seinen Plänen erbaut. In den Verhandlungen über Regulierungsarbeiten am Alpenrhein, den Vorläufern der späteren Rheinregulierung, erwarb er sich hohes Ansehen auch in der benachbarten Schweiz. Der gute Kontakt zu dem St. Galler Politiker Gallus Jakob Baumgartner führte dazu, dass er 1832 in die neu geschaffene und deutlich besser bezahlte Stelle des Wasserbau- und Straßeninspektors des Schweizer Kantons St. Gallen wechselte. Dort leitete er die Erweiterung des Hafens von Rorschach und war bei der Linthkorrektion involviert.
1835 wurde er Oberingenieur der Kaufmannschaft in der Stadt Zürich, wo er unter anderem den Neubau der Münsterbrücke (1836–1838) über die Limmat in Zusammenarbeit mit dem Zimmermeister Conrad Stadler leitete, der das anspruchsvolle hölzerne Stützgerüst baute. Auf der Seite des Grossmünsters wurde auch der Quai umgestaltet. Ebenfalls in Zürich verwirklichte er das neue Kornhaus auf dem heutigen Sechseläutenplatz. Es wurde 1838–1839 von Negrelli erstellt und nahm am 8. Mai 1840 seinen Betrieb auf. 1867 wurde es zu einer Tonhalle umgebaut und 1896 wieder abgebrochen.
In den Jahren bis 1840 wurde er außerdem von der eidgenössischen Regierung in verschiedene Kommissionen berufen, für die er auch in Uri, im Tessin und im Wallis tätig wurde. In dieser Zeit regte er auch den Bau eines Schweizer Eisenbahnnetzes an und begann im Auftrag der Zürcher Handelskammer mit Projektierungsarbeiten für die spätere Spanisch-Brötli-Bahn von Zürich nach Baden im Kanton Aargau. Auf einer Studienreise nach England, Belgien und Frankreich informierte er sich über den Stand der Eisenbahntechnik. Über seine Beobachtungen veröffentlichte er 1836 einen viel beachteten Aufsatz, in dem er die Verwendung von Dampflokomotiven auf Adhäsionsbahnen auch in Gebirgsländern propagierte.
1840 kehrte er nach Österreich zurück und wurde Generalinspektor der Kaiser-Ferdinands-Nordbahngesellschaft. In kürzester Zeit stellte er die Strecke Wien – Lundenburg (Břeclav) – Olmütz (Olomouc) fertig. Anschließend war er als Generalinspektor der ersten staatlichen Eisenbahn Österreichs, der k.k. Nördlichen Staatsbahn verantwortlich für den Bau der Strecken Olmütz – Pardubitz (Pardubice) – Prag, von Brünn (Brno) nach Mährisch-Trübau (Moravská Třebová), von Prag über Aussig (Ústí nad Labem) nach Tetschen-Bodenbach (Děčín-Podmokly) an der deutschen Grenze und von Lundenburg über Ostrau (Ostrava) bis nach Oderberg (Bohumín) an der polnischen Grenze. In Prag trägt heute noch die von ihm gebaute Eisenbahnbrücke den Namen Negrelliho viadukt (Negrellibrücke), die die erste Eisenbahnbrücke über die Moldau und mit 1110 m bis 1910 die längste Brücke in Europa war.
Neben dem Bau der Strecken führte er auch die Verhandlungen über den Anschluss der österreichischen Bahnen an die weiterführenden Strecken nach Dresden und Krakau und erstellte die Vorstudien für die galizische Eisenbahn von Krakau über Bochnia und Dębica im heutigen Polen nach Lemberg (Lviv) und weiter nach Brody in der heutigen Ukraine (damals an der Grenze zum Russischen Reich) sowie für die Strecke von Lemberg nach Czernowitz in der damaligen Bukowina, heute ebenfalls in der Ukraine. Außerdem erstellte er für das Königreich Württemberg ein Gutachten über die Pläne für die württembergischen Eisenbahnen und ihrer Anschlüsse nach dem Königreich Bayern und dem Großherzogtum Baden. Auf Wunsch der Regierung des Königreichs Sachsen erstellten Negrelli und Friedrich August von Pauli, der technische Leiter der bayerischen Ludwigs-Süd-Nord-Bahn, ein Gutachten über den Weiterbau der Göltzschtalbrücke, der größten Ziegelsteinbrücke der Welt, für die Sächsisch-Bayerische Eisenbahn-Compagnie (Bahnstrecke Leipzig–Hof).
Zur gleichen Zeit klärte er für die schweizerische Eidgenossenschaft die Möglichkeiten für den Bau der ersten Eisenbahnverbindung und übernahm als technischer Leiter der Nordbahn den Bau des ersten Abschnittes von Zürich nach Baden. Diese erste Schweizer Eisenbahn, für die der junge Negrelli schon Planungen erstellt hatte, ging unter dem Namen Spanisch-Brötli-Bahn in die Schweizer Geschichte ein.
1848 erreichte er als Leiter des Eisenbahnwesens im Ministerium für öffentliche Arbeiten, dass die Semmeringbahn nach den Plänen von Carl von Ghega gebaut wurde. 1849 wurde er in das habsburgische, von Radetzky regierte Königreich Lombardo-Venetien entsandt, um die Kriegsschäden an den Verkehrswegen zu beseitigen. Er stellte in kurzer Zeit die Strecken Mailand – Treviglio und Vicenza – Padua wieder her, die bis Mestre fortgeführt wurde, setzte die Arbeiten an der Strecke Vicenza – Verona fort und vollendete die Strecke Como – Mailand. Radetzky äußerte sich mehrfach anerkennend, so dass Negrelli zum Vorstand der Baudirektion für Wasser-, Straßen- und Eisenbahnbau des Königreichs Lombardo-Venetien in Verona bestellt wurde, wo er sich dem weiteren Ausbau der Verkehrswege in Oberitalien widmete. 1850 wurde er außerdem Präsident der internationalen Po-Schifffahrtskommission und kurz danach auch Präsident der internationalen Kommission für die Zentralbahnen Mittelitaliens. 1855 kehrte er nach Wien zurück, wo er vom Kaiser zum Ministerialrat und zum Generalinspektor der k.k. österreichischen Staatsbahnen ernannt wurde.

## Negrelli und der Suezkanal
Der bei Napoleons Ägyptischer Expedition von Jacques-Marie Le Père aufgrund seiner Vermessungen ermittelte Höhenunterschied zwischen dem Mittelmeer und dem Roten Meer von mehr als neun Meter hatte die Ideen über eine Verbindung der beiden Meere keineswegs zum Erliegen gebracht. Die Saint-Simonisten befassten sich seit etwa 1820 mit dem Thema, Linant de Bellefonds hatte den Isthmus in den Jahren ab 1822 mehrfach bereist, bevor er in der ägyptischen Kanalverwaltung tätig wurde, und F.R. Chesney erstellte 1830 einen Bericht über den Kanalbau.
Negrelli befasste sich seit etwa 1836 mit dem Thema. 1846 wurde er Mitglied in der von Prosper Enfantin gegründeten Société d’Études du Canal de Suez, zu der auch die Ingenieure Paulin Talabot und Robert Stephenson gehörten. Drei von dieser Gesellschaft im September 1847 entsandte Gruppen untersuchten die Möglichkeiten zum Bau eines Kanals, wobei sie von Linant-Bey nach Kräften unterstützt wurden. Während Paul-Adrien Bourdaloue mit seinem Vermessungstrupp feststellte, dass es keinen relevanten Höhenunterschied zwischen den beiden Meeren gebe, erforschte Negrelli insbesondere die Verhältnisse an der für die Kanalmündung in Betracht kommenden Küste des Mittelmeeres.
Infolge der Revolutionen von 1848 und weiterer Umstände musste die Société d'Études ihre Tätigkeiten einstellen, Negrelli selbst war durch seine Aufgaben in Oberitalien voll in Anspruch genommen.
Jahre später erhielt Ferdinand de Lesseps von dem kurz zuvor ernannten Vizekönig Muhammad Said, dem er aus seiner früheren Diplomatentätigkeit in Ägypten freundschaftlich verbunden war, am 30. November 1854 die Erste Konzession zum Bau des Suezkanals.
Negrelli wurde 1855 von Lesseps zum Mitglied der Internationalen Kommission über die Durchstechung der Landenge von Sues berufen und bereiste zusammen mit vier anderen Mitgliedern in der Zeit vom 18. November 1855 bis zum 2. Januar 1856 insbesondere den Isthmus von Sues. Bei den Beratungen der Kommission vom 23. – 25. Juni 1856 in Paris wurden seine Ideen eines schleusenlosen Kanals auf der von ihm schon 1847 vorgeschlagenen Trasse (die weitgehend mit der Trasse im Vorentwurf von Linant-Bey und Mougel-Bey übereinstimmte) ohne Eindämmung in den Bitterseen angenommen, was in den Beratungsprotokollen (ohne Namensnennung) festgehalten wurde. Die Kommission übernahm diese Ideen in ihren 195 Seiten langen Abschlussbericht vom Dezember 1856, in dem sämtliche Einzelheiten des zukünftigen Kanals festgelegt wurden. Der Abschlussbericht samt Beratungsprotokollen, Plänen und Profilen wurde von Lesseps alsbald veröffentlicht.
Dieser Abschlussbericht und die vorangegangenen Besprechungsprotokolle (wie auch andere Werke über den zukünftigen Suezkanal) waren interessierten Kreisen ohne weiteres zugänglich. Negrelli selbst übergab der K.K. Geographischen Gesellschaft in Wien am 3. März 1857 ein Exemplar von Lesseps’ Buch Le Percement de l'Isthme de Suez mit dem vollständigen Bericht der Internationalen Kommission und hielt vor dieser Gesellschaft am 31. März 1857 einen Vortrag über den Stand der Dinge.
In Bezug auf das Suezkanalprojekt hatte Negrelli in „Die gegenwärtigen Transport- und Kommunikationsmittel Egyptens“ 1856 geschrieben:

„Die Verbindung der beiden Meere mittelst eines maritimen Kanals ist demnach sowohl für die Entfaltung des Welthandels durch Abkürzung des Weges zwischen Europa und den am indischen Ozean gelegenen reichen Ländern der alten Welt, als auch für die Belebung der Küstenfahrt Egyptens, verbunden mit dem Aufblühen der inneren Wohlfahrt dieses gesegneten Landes, eine unbestreitbare Nothwendigkeit.“

Für den Juni 1858 hatte Negrelli eine weitere Reise nach Alexandrien geplant, um dort mit Lesseps zusammenzutreffen. Da Lesseps aber nach London musste, benutzte Negrelli den für diese Reise bereits bewilligten Urlaub, um sich in einem italienischen Kurort zu erholen. Auf der Rückreise besuchte er noch einen Eisenbahn-Kongress in Triest. Schwer leidend kehrte Negrelli nach Wien zurück, verfasste aber dennoch eine Erwiderung in der Oesterreichischen Zeitung vom 26. September 1858 gegen einen Artikel Robert Stephensons, der sich wenig qualifiziert gegen den Suezkanal geäußert hatte. Am 1. Oktober 1858 erlag er seinen Leiden. Die Gründung der Suezkanal-Gesellschaft und die offizielle Eröffnung der Bauarbeiten am 25. April 1859 konnte er nicht mehr erleben. Er wurde auf dem Sankt Marxer Friedhof bestattet; nach dessen Schließung fand er auf dem Zentralfriedhof seine letzte Ruhestätte.

## Ehrungen

### Ehrungen zu Lebzeiten

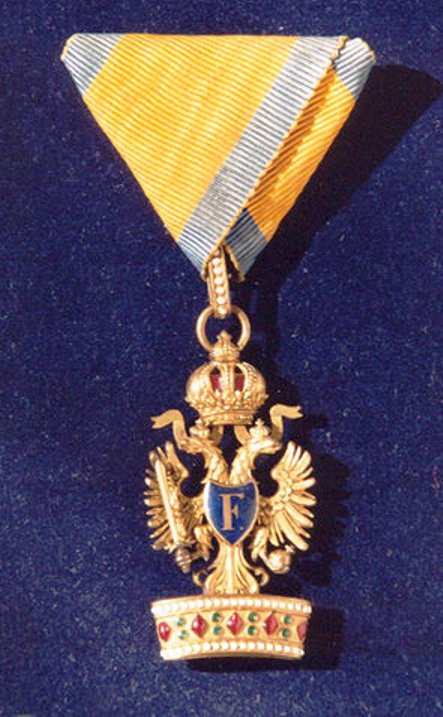
Orden der Eisernen Krone III. Klasse

Zu Lebzeiten wurde Negrelli in Österreich als Eisenbahningenieur hoch gefeiert, vielfach geehrt und ausgezeichnet. Am 20. Oktober 1850 wurde Negrelli von Kaiser Franz Joseph für seine Verdienste mit dem Orden der Eisernen Krone III. Klasse ausgezeichnet und aufgrund der Ordensstatuten als „Ritter Negrelli von Moldelbe“ in den österreichischen erblichen Ritterstand erhoben. Das Prädikat von Moldelbe wählte Negrelli in Erinnerung an seine Tätigkeit an der Moldau und der Elbe, da er einen ihm vorgeschlagenen italienischen Namen wegen seiner kritischen Einstellung zur Handlungsweise bei der Wiedereroberung Venedigs nicht annehmen wollte.
Das anlässlich seiner Erhebung in den österreichischen Ritterstand verliehene Wappen war zweimal geteilt: oben in Silber ein aus dem linken Seitenrand hervorbrechender, rotgekleideter Arm, auf die flache Hand eine Krone gelegt; in der Mitte in Blau zwei fünfstrahlige silberne Sterne nebeneinander; unten in Gold ein roter Balken. Zwei gekrönte Helme, darauf: I drei Straußenfedern silbern-blau-golden; II ein geschlossener, goldener und mit zwei roten Balken belegter Flug. Helmdecken: blau-silbern; rot-golden.
Negrelli von Moldelbe war Ehrenbürger von Prag und Olmütz, erhielt Orden von Sachsen, Württemberg, Preußen und Parma, ein besonderes Diplom der Schweiz zum Dank für seine Dienste, eine Medaille der Stadt Zürich und verschiedene Auszeichnungen aus dem lombardisch-venezianischen Königreich.

### Nachwelt, Mythenbildung
Nach seinem Tod geriet Negrelli bald in Vergessenheit, wohl auch, weil die erste Staatsbahnphase in Österreich ihrem Ende entgegenging.
Erst gegen Ende des Jahrhunderts geriet er wieder in die öffentliche Aufmerksamkeit, als seine inzwischen verwitwete Tochter Maria Groiß mehr als 30 Jahre nach dem Tod ihres Vaters Vorwürfe gegen Lesseps erhob und darauf jahrelange Prozesse in Alexandria und Paris gegen die Erben von Lesseps und die Suezkanal-Gesellschaft führte. Anscheinend behauptete sie, dass Lesseps die Pläne Negrellis zum Bau des Suezkanals verwendet habe, ohne jemals Negrellis Namen zu nennen, und sich damit selbst als Urheber der Pläne des Suezkanals ausgegeben habe. Insbesondere habe er auf der Feier der Eröffnung des Suezkanals am 17. November 1869 weder erwähnt noch gewürdigt, dass Negrelli der Planer des Suezkanals gewesen sei, und sich als alleinigen Erbauer des Suezkanals feiern lassen. Die fast zwanzig Jahre dauernden Prozesse brachten kein Ergebnis. Allerdings löste dies politische Bestrebungen auf italienischer und österreichischer Seite aus, Negrelli jeweils für sich zu reklamieren, die unter Hitler und Mussolini ihren Höhepunkt erreichten, als ein Urenkel Negrellis 1940 einen „Tatsachenroman“ veröffentlichte.
Nach den daraus entstandenen Mythen habe Lesseps sich beim Vizekönig Muhammad Said als Beauftragter Enfantins eingeführt, die Namen der mit der Planung des Kanals befassten Personen der Öffentlichkeit vorenthalten oder sich gar selbst als Urheber der Planung dargestellt, und er habe einen Kondolenzbesuch bei der Witwe dazu benutzt, Negrellis Pläne des Suezkanals mitzunehmen oder sie sich im Januar 1859 durch Negrellis Schwager, der im direkten, geheimen Kontakt zum Fürsten Metternich gestanden habe, gegen eine Zahlung von 20.000 Francs beschaffen lassen oder die Pläne der Witwe für 20.000 Gulden abzukaufen.
Dabei wird außer Acht gelassen, dass Muhammad Said seinen guten Freund Lesseps nach Ägypten eingeladen hatte und Lesseps sich dort nicht einführen musste, dass außerdem Enfantin sich in den sieben Jahren seit der Société d’Études längst anderen Aufgaben zugewandt hatte, dass sich der Diplomat Lesseps nie direkt mit technischen Fragen befasste, dass die Internationale Kommission über die Durchstechung der Landenge von Sues in ihrem endgültigen Bericht vom Dezember 1856 alle Mitglieder namentlich aufführte, also auch Negrelli, und alle Einzelheiten des zukünftigen Kanals beschlossen und beschrieben hatte, angefangen von der Trasse über die Tiefe und Breite bis hin zu Kurvenradien und Ausweichstellen. Dieser Bericht samt seinen Plänen wurde unmittelbar anschließend von Lesseps in Buchform veröffentlicht und war somit allen interessierten Kreisen zugänglich. Der Kanal konnte auf dieser Grundlage gebaut werden. Weitere Pläne des Kanals waren gar nicht erforderlich, abgesehen von Plänen über die Baustelleneinrichtung (z. B. wo Lagerplätze und die kleine Baustellen-Eisenbahn angelegt werden sollten), die in der Regel von nachgeordneten Ingenieuren oder Technikern erstellt werden. Auch die häufig wiederholte Behauptung, Negrelli sei im Jahre 1857 vom Vizekönig zum Generalinspekteur der Suezkanalbauten ernannt worden, erscheint nicht glaubwürdig (wenn es nicht eine reine Ehrenbezeugung war), da Lesseps zu dieser Zeit noch vom politischen Widerstand Englands voll beansprucht war und deshalb noch nicht einmal die Suezkanalgesellschaft gegründet hatte. Außerdem hätte Negrelli für diese Tätigkeit aus dem k.k. Staatsdienst ausscheiden und unter dem in der ägyptischen Verwaltung tätigen Linant de Bellefonds tätig werden müssen, was schwer vorstellbar ist.
Der Vorwurf, Lesseps habe es bei der Eröffnung des Kanals unterlassen, Negrellis Urheberschaft an den Plänen des Suezkanals zu würdigen, ist abwegig. Es war eine Feier der Herrscher der betroffenen Staaten, die sich keineswegs dafür interessierten, wer vor mehr als zehn Jahren welche Verdienste am Bau des Kanals hatte. Nach der Eröffnung ging es um die tatsächliche Fertigstellung des Kanals, um die schlechte finanzielle Situation der Gesellschaft und die beinahe mit militärischen Mitteln geführte Auseinandersetzung über die Kanalgebühren. Fragen nach der Urheberschaft von früheren Plänen standen nicht zur Debatte. Im Übrigen hatte Negrelli wohl einen bestimmenden Einfluss in der Internationalen Kommission gehabt, aber die von ihr veröffentlichten Pläne waren formal ihre Pläne (in denen auch Beiträge anderer Kommissionsmitglieder berücksichtigt wurden) und nicht Negrellis Pläne. Jede herausgehobene Erwähnung Negrellis hätte mit einiger Wahrscheinlichkeit zu diplomatischen Verwicklungen mit anderen Mitgliedern bzw. ihren Ländern geführt.

### Spätere Ehrungen

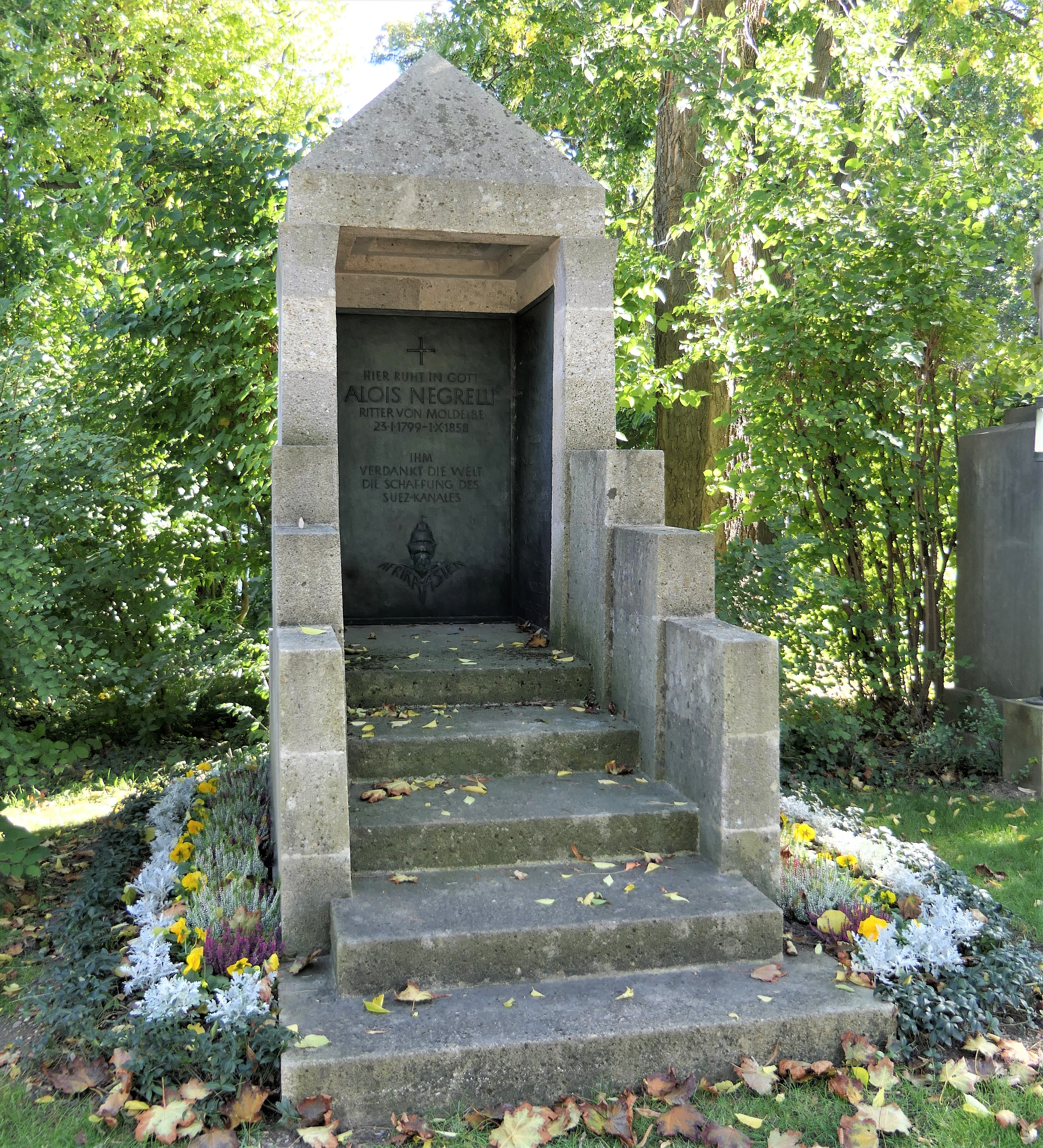
Grab am Wiener Zentralfriedhof (2018)

Seit 1929 ruht Negrelli in einem Ehrengrab auf dem Wiener Zentralfriedhof (Gruppe 32 A, Nummer 23).
In Trient (Piazza Dante) erinnert ein Denkmal (1930) an den aus dem Trentino stammenden Negrelli.
In Prag-Karlín wurde die von ihm aus Steinbögen gebaute lange Bahnbrücke über die Moldau nach ihm benannt: Negrelliho viadukt bzw. Negrellibrücke.
Eine Alois-Negrelli-Gasse erinnert an ihn, eine kleine Gasse im 21. Wiener Bezirk, die, 400 Meter lang, die Donaufelder Straße mit der Neumanngasse verbindet. Nach ihm benannte Straßen finden sich auch in mehr als zehn anderen österreichischen Orten, vorwiegend in Vorarlberg, sowie etwa in ebenso vielen italienischen Orten. In Gossau im Kanton St. Gallen und in München-Aubing gibt es neu eine Negrellistraße.
In Zürich beschloss der Stadtrat am 21. November 2007, einer neu zu erstellenden Velo- und Fußgängerbrücke über dem Bahnareal beim Hauptbahnhof Zürich den Namen Negrellisteg zu geben. Damit ehrte die Stadt Zürich den österreichischen Ingenieur, der 160 Jahre zuvor die Schweiz und Zürich an das Eisenbahnzeitalter angeschlossen hatte. 2012 wurde ein Prestigebau (30 Mio. Franken) von Flint & Neill Limited, London und explorations architecture, Paris aus Spargründen ad acta gelegt. Am 26. März 2021 wurde der einfachere und von der ARGE Negrelli entworfene reine Fußgängersteg nach rund 18 Monaten Bauzeit eröffnet. Der nördliche Ausgangspunkt des Stegs hieß nun Negrelliplatz.
Negrellis Denkmal in Ägypten ist seit dem Sechstagekrieg verschwunden.
Einer der EuroCity-Züge auf der Strecke Stettin – Berlin – Dresden – Prag trug 2011 den Namen Alois Negrelli. Im Sommerfahrplan 2016 verkehren der EC 178 Prag–Berlin sowie der EC 179 Hamburg Altona–Prag mit diesem Namen.
Auf der Donau fährt das 64 m lange Ausstellungsschiff MS Negrelli für die via donau.
In Tschagguns, Montafon direkt am Ill-Radweg erinnert seit 2002 der Negrelli-Brunnen an seine Leistungen bei der Regulierung der Ill.

## Publikationen
- Luigi Negrelli: Ausflug nach Frankreich, England und Belgien zur Beobachtung der dortigen Eisenbahnen, mit einem Anhange über Anwendung von Eisenbahnen in Gebirgsländern. L. Negrelli, Oberingenieur der Kaufmannschaft in Zürich. Frauenfeld 1838. (Online bei ALO).
- Alois Negrelli von Moldelbe: Die gegenwärtigen Transport- und Kommunikationsmittel Egyptens mit Beziehung auf die beantragte Durchstechung der Landenge von Suez. 1856.
- Die Eisenbahnen mit Anwendung der gewöhnlichen Dampfwägen als bewegende Kraft über Anhöhen und Wasserscheiden sind ausführbar. Ein auf Erfahrungen begründeter und praktisch dargestellter Vorschlag. Beck'sche Universitäts-Buchhandlung, Wien 1842 (Digitalisat)
- Über Gebirgseisenbahnen. Wien 1842.
- Gutachten über den Bau einer obenfahrbarn Brücke über die Limmat in Zürich, eines neuen Kornhauses und Hafens. 1834.
- Die Münsterbrücke in Zürich. 1844.